# 타이거마스크 (영화)
《타이거마스크》는 2021년에 개봉한 대한민국의 영화이다.

## 캐스팅
- 조한선 : 육건평 역
- 황보운 : 보미 역
- 강별 : 윤성은 회장 역
- 정태우 : 간조 히로노리 역
- 권해성 : 칠수 역
- 임소영 : 은애 역
- 박노경 : 멸치 역
- 김흥래 : 조드 역
- 이재구
- 정의욱
- 이정혁
- 문세윤 (특별출연)
- 오지호 (특별출연)
- 지대한 (특별출연)